# Fabian Eberle
Fabian Eberle (* 27. Juli 1992 in Vaduz) ist ein liechtensteinisch-schweizerischer Fussballspieler.

## Karriere

### Verein
In seiner Jugend spielte Eberle für den FC Balzers, bei dem er 2010 in die A-Mannschaft wechselte. Im Januar 2013 wechselte er zum FC Triesenberg, 2015 schloss er sich dem FC Schaan an. Seit 2017 spielt er in der Schweiz beim Fünftligisten FC Konolfingen.

### Nationalmannschaft
Eberle durchlief mehrere liechtensteinische U-Nationalmannschaften, bevor er am 11. November 2011 im Freundschaftsspiel gegen Ungarn sein Debüt für die  A-Nationalmannschaft gab, als er in der 84. Minute für Thomas Beck eingewechselt wurde.